# 海洋警察庁
海洋警察庁（かいようけいさつちょう 英語：Republic of Korea Coast Guard）は、大韓民国海洋水産部隷下の沿岸警備隊である。かつての英称は“National Maritime Police Agency KOREA”であったが、英称変更後も朝鮮語での名称はそのままである。
2014年に発生したセウォル号沈没事故における不手際などを教訓に同年11月19日に国民安全処が新設されたため解体されたが、2017年に文在寅政府が発足し、復活した。

## 概要
海洋水産部の外庁として、海上犯罪取締り、密輸・密入国の監視と取締まり、海難救助、領海警備、海洋環境保全、海上交通安全などを任務とする。陸の警察との結びつきが強く、幹部は警察庁出身者で占められ、階級名称も警察官と同じである。2017年現在、総人員10,016名と艦艇大小328隻、航空機24機を有する。なお、海洋警察庁は発足以来、竹島の領海警備を行っている。
近年拡大する韓国の海洋権益を保護することを主眼に置き、大型警備艦、サルベージ艦の整備に重点を置いている。

## 沿革
朝鮮戦争終結後の1953年12月23日、内務部治安局に所属する海洋警察隊として釜山で誕生した。当時の定員はわずか139人、警備艇は181トン級6隻だった。（発足日である12月23日は、1998年に海洋警察の日と定められている。）当初は李承晩ラインを越えた日本漁船の拿捕を主目的とした。海洋警察隊は翌年、木浦と済州島にも開設され、その後も沿岸各地に増設、1979年には本部庁舎を仁川中区北城洞（小月尾島）に開設した。
海洋警察隊の所属は内務部から商工部海務庁、再び内務部へと変わり、1991年治安本部が警察庁として内務部の外庁（外局）となるにより、海洋警察隊も海洋警察庁と改称し、警察庁の所属機関となった。出先の地区海洋警察隊も海洋警察署に名称を変更した。1993年、西海フェリー沈没事故があり、「海洋安全を担当する専門組織がなく犠牲を膨らませた」 という指摘を受けて、事故三年後の1996年に海洋水産部の外庁として独立した。
2005年12月に本庁庁舎を松島新都市に移転した。2006年4月、海洋警察署の上部機関として地方海洋警察本部（釜山、仁川、木浦、東海）を設置するが、同年12月、地方海洋警察庁（西海、南海、東海）に改編し、仁川海洋警察署は本庁直轄となった。2012年6月、済州島周辺海域の治安強化のため済州地方海洋警察庁を新たに設置した。
2008年2月、李明博政権発足による政府組織改編で、廃止となった海洋水産部から新設の国土海洋部に所属が移ったが、2011年に仁川海洋警察署の李清好（イ・チョンホ）警査が、違法操業中の中国漁船船長に刺殺される事件があった。2013年3月、朴槿恵政権発足で海洋水産部が復活して、再びその外庁となった。

### 解体
2014年4月16日、大韓民国の大型旅客船「セウォル（世越）」が、全羅南道珍島郡の観梅島（クヮンメド）沖海上で転覆・沈没する事故が発生した。海洋警察は初動対応の失敗や救助の不手際があり、その後に多数の不祥事が明るみに出て、国民の批判が集中した。5月19日、朴槿恵大統領は涙ながらに会見して、海洋警察庁の救助活動は失敗だったとして同庁の組織を解体すると発表した。解体後は捜査機能は警察庁に、救助と警備は新設する「国家安全庁」にそれぞれ移管されるというもので、わずか一年での改編となる。11月19日、該当する官庁として「国民安全処」が発足し、海洋警察組織は五方面（西海、南海、東海、中部、済州）の地方海洋警備安全本部に再編された。

### 復活
文在寅政権の発足に伴う政府組織法の改正によって国民安全処は廃止・再編され、海洋水産部傘下の海洋警察庁が復活した。

## 組織

### 幹部
- 庁長
  - 代弁人
- 次長
  - 企画調整官
    - 革新企画財政担当官
    - 行政法務担当官
    - 人事担当官
    - 教育担当官

  - 監査担当官

### 下部組織
- 運営支援課
- 警備局 - 領海警備を担当
  - 警備課
  - 海上交通管制課
  - 状況センター
- 救助安全局 - 海難救助・海上安全を担当
  - 海洋安全課
  - 捜索救助課
  - 水上レジャー課
- 捜査情報局 - 海上犯罪を担当
  - 捜査課
  - 刑事課
  - 情報課
  - 外事課
- 海洋汚染防災局 - 監視・分析・防災を担当
  - 防災企画課
  - 機動防災課
  - 海洋汚染予防課
- 装備技術局 - 装備・航空・情報通信を担当
  - 装備企画課
  - 装備管理課
  - 航空課
  - 情報通信課

### 所属機関
- 海洋警察教育院（全羅南道麗水市）
  - 海洋警察研究センター（忠清南道天安市）
- 中央海洋特殊救助団（釜山広域市）
  - 西海海洋特殊救助隊（全羅南道木浦市）
  - 東海海洋特殊救助隊（江原特別自治道東海市）
- 中部地方海洋警察庁（仁川広域市）
  - 仁川海洋警察署
  - 平沢海洋警察署
  - 泰安海洋警察署
  - 保寧海洋警察署
- 西海地方海洋警察庁（全羅南道木浦市）
  - 群山海洋警察署
  - 扶安海洋警察署
  - 木浦海洋警察署
  - 莞島海洋警察署
  - 麗水海洋警察署
- 南海地方海洋警察庁（釜山広域市）
  - 統営海洋警察署
  - 昌原海洋警察署
  - 釜山海洋警察署
  - 蔚山海洋警察署
- 東海地方海洋警察庁（江原特別自治道東海市）
  - 浦項海洋警察署
  - 蔚珍海洋警察署
  - 東海海洋警察署
  - 束草海洋警察署
- 済州地方海洋警察庁（済州特別自治道）
  - 済州海洋警察署
  - 西帰浦海洋警察署
- 海洋警察整備廠（釜山広域市）

## 装備

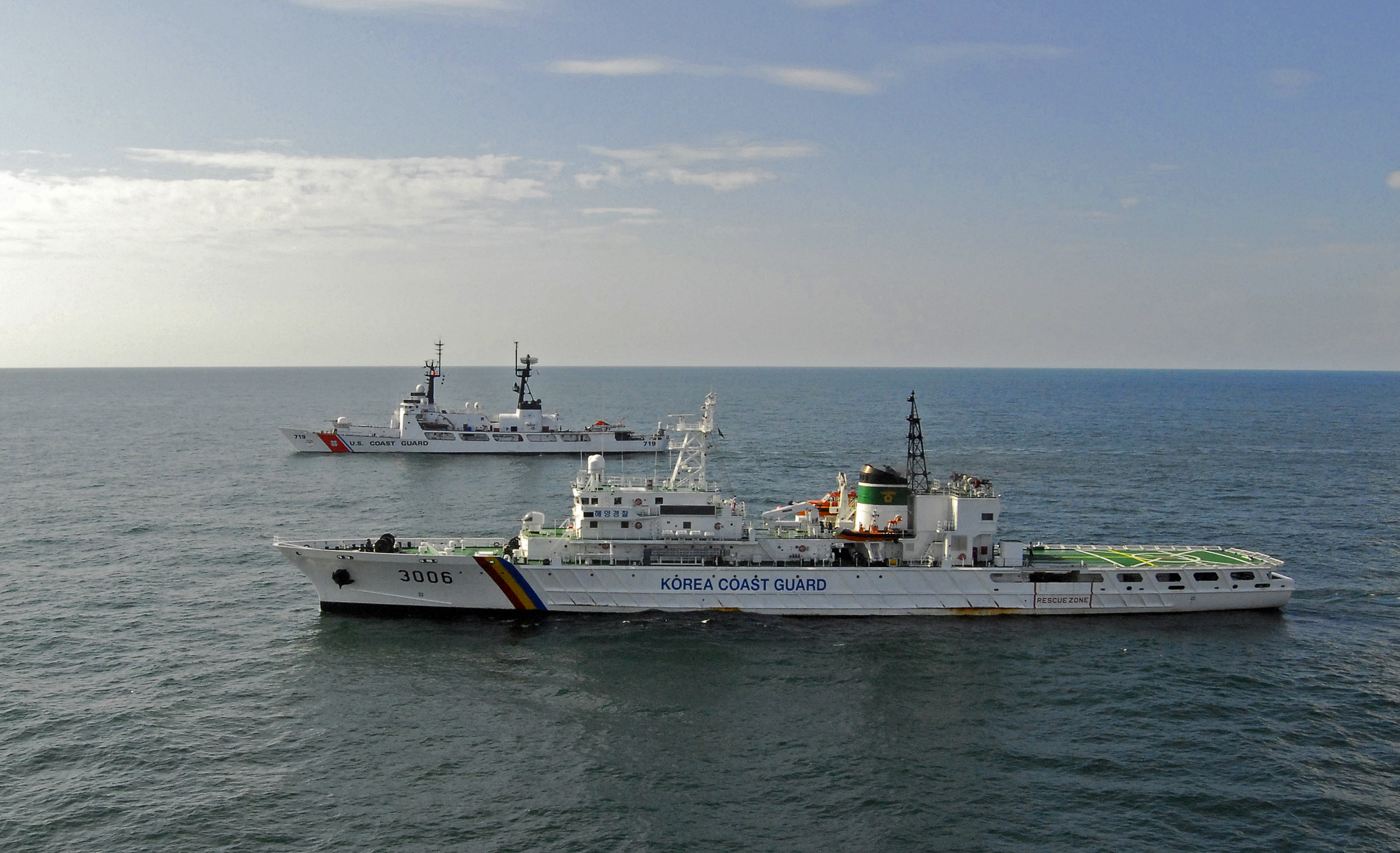
アメリカ沿岸警備隊艦艇"Boutwell"と併航する韓国海洋警察庁艦艇・太平洋6号（3006艦）

海上保安庁の巡視船、巡視艇に相当する警備救難艦、警備艦、警備艇を持つ。
- 現行船艇については、海洋警察庁装備品一覧を、歴代船艇については、海洋警察庁船艇一覧を参照のこと。
- 警備救難艦
  - 「参峰」（Sambongho - 5,000トン型）
  - 「李清好」
  - 太平洋級（Taepyeongyang class; 3,000トン型）
    - 「太平洋1号」
    - 「太平洋2号」
    - 太平洋3号型 - 原型8隻＋改型2隻＋練習艦1隻

  - 済民級（Jaemin class, 2,000トン型）
- 警備艦
  - 1,500トン型 - 2隻
  - 「蟾津江」（1,650トン型）
  - 「漢江5号」（HDC 1150型）
  - 漢江型（1,000トン型）
  - 李清好（5,000トン型）

## 海洋警察官の階級
11階級に区分される。階級の名称は「警察公務員法」等によるもので、警察庁のものと同じである。
- 治安総監　1名（庁長）
- 治安正監　1名（次長）
- 治安監　5名（企画調整官、警備安全局長、情報捜査局長、装備技術局長、海洋警察教育院長、西海・南海地方海洋警察庁長）
- 警務官　6名（国際協力官、警備安全局長、情報捜査局長、装備技術局長、東海・済州地方海洋警察庁長、西海地方海洋警察庁安全総括部長）
- 総警　48名（代弁人、本庁各担当官、本庁・地方海洋警察庁・海洋警察学校各課長、海洋警察署長など）
- 警正（本庁・海洋警察署・海洋警察学校各課長、海洋警察学校訓練団長、本庁・地方海洋警察庁・海洋警察学校各係長、大型艦艦長、航空団長、特攻隊長など）
- 警監（地方海洋警察庁・海洋警察署・海洋警察学校各係長、中型艦艦長、小型艦艇艇長、派出所所長、航空団長、特攻隊長など）
- 警衛（小型艦艇艇長、派出所所長など）
- 警査（派出所副所長など）
- 警長
- 巡警

## 海洋警察特攻隊
海洋警察特攻隊（SSAT：Sea Special Attack Team）は、2001年9月11日のアメリカ同時多発テロ事件を受け2002 FIFAワールドカップ直前の2002年1月に創設された、海洋警察庁の特殊部隊である。仁川海洋警察署と3地方海洋警察庁に直轄隊として設けられている。隊員のほとんどは軍の特殊部隊の出身者で、海上テロ事件に対応できるよう訓練されている。また海洋警察には陸上の警察と同様に、兵役服務者によって構成される戦闘警察もある。
任務は海岸沿いの原子力発電所や石油貯蔵施設などをパトロールしたり、海難事故の人命救助訓練を行う。

## 養成
高校新卒採用者はこれまで陸の警察官と一緒に警察総合学校で訓練を受けるだけだったが、独自の訓練が必要だとして、2004年5月6日、仁川市中区に海洋警察学校が誕生した。艦艇運用、警備救難、捜査情報、安全環境、教養の5学科を置き、警察総合学校で12週間の訓練を受けた者に新人研修を行う。

## 庁長
海洋警察であるが、庁長には13人のうち11人が陸地警察出身者である。そのため、海洋専門家は海洋警察で存在感を示せず、セウォル号の救助業務が事実上失敗した原因の一つと指摘されている。
- 조현배

1960年生まれ。階級は治安総監。